# Verso Books
Verso Books è una casa editrice britannica con sede a Londra e a New York fondata nel 1970 da uno staff della New Left Review. È talora considerata come rappresentativa dell'orientamento progressista radicale (radical left).
Verso fu originariamente conosciuta come New Left Books. L'editore si guadagnò lusinghieri riconoscimenti per le traduzioni di libri di pensatori europei, specialmente quelli della Scuola di Francoforte.
I titoli di Verso sono distribuiti negli USA dalla W. W. Norton & Company.